# Poecilia rositae
Poecilia rositae är en fiskart som beskrevs av Meyer, Schneider, Radda, Wilde och Manfred Schartl 2004. Poecilia rositae ingår i släktet Poecilia och familjen Poeciliidae. Inga underarter finns listade i Catalogue of Life.